# Cunco
Pour le guerrier mapuche, voir Cunco.
Cunco (eau claire en mapudungun) est une ville et une commune du Chili de la Province de Cautín, elle-même située dans la Région de l'Araucanie. En 2012, la population de la commune s'élevait à 16 361 habitants. La superficie de la commune est de 1 907 km2 (densité de 9 hab./km²),.

## Situation
Le territoire de la commune de Cunco se trouve au pied des contreforts de la Cordillière des Andes. La commune est située à 622 kilomètres à vol d'oiseau au sud de la capitale Santiago et à 53 kilomètres à l'est-sud-est de Temuco capitale de la Région de l'Araucanie. Le climat est océanique tempéré avec une pluviométrie annuelle d'environ 1000 mm et une température moyenne de 133 °C.

## Histoire
L'agglomération principale a été fondée en 1883 à la suite de la pacification de l'Auricanie qui a ouvert à la colonisation les terres détenues par les mapuches.

Position de Cunco (en rouge) au sein de la Région de l'Araucanie.

## Personnalités liées
- Juana Calfunao Paillaléf, cheffe de la communauté Juan Paillalef, de Cunco.